# Vaslui megye
Vaslui megye (magyarul: Vaszló megye) közigazgatási egység Romániában, az ország keleti részén, a történelmi Moldva területén. 5318 km²-es területével Románia 27. legnagyobb megyéje, az ország felszínének körülbelül 2,2%-át fedi le. Mintegy 370 ezer fős lakosságával Románia 23. legnépesebb megyéje, a teljes lakosság körülbelül 1,9%-át teszi ki. A megye népsűrűsége valamivel az országos átlag alatt van, főként a vidékies jelleg és az elvándorlás következtében.
Északról Iași megye, keletről a Prut folyó mentén a Moldovai Köztársaság, délről Galac megye, nyugatról pedig Neamț és Bacău megyék határolják. Székhelye Vaslui városa, amely történelmileg is jelentős központ, különösen a középkori moldvai fejedelemség idején. Egyéb fontos városai közé tartozik Barlád, amely kulturális és oktatási központként ismert, valamint Huszváros, amely egyházi központ, híres borvidékéről és szőlőtermesztéséről.
Földrajzilag a Moldvai-fennsík hullámos dombvidékei jellemzik a megyét, széles völgyekkel és lankás magaslatokkal. A megye területén több kisebb folyó is található, mint például a Bârlad, a Vaslui és a Elan, amelyek a Prut felé tartanak. A megye éghajlata mérsékelt kontinentális, forró nyarakkal és hideg, száraz telekkel. Természeti adottságai kedveznek a mezőgazdaságnak, különösen a gabonafélék, napraforgó és szőlő termesztésének, valamint az állattenyésztésnek. A turizmus kisebb mértékben van jelen, de a történelmi és vallási emlékhelyek, valamint a borászatok fontos helyi vonzerőt képviselnek.
Történelme szorosan összefonódik Moldva fejedelemségének megerősödésével, különösen Ștefan cel Mare (Nagy István) uralkodása alatt, aki itt aratta egyik híres győzelmét az oszmánok felett az 1475-ös vaslui-i csatában. A térség számos történelmi templomnak és kolostornak ad otthont, mint például a Huși-i székesegyház. A 19–20. században a megye fokozatosan fejlődött, főként mezőgazdasági központként, de megjelentek ipari kezdeményezések is, különösen Barlád térségében. A kommunizmus időszakában az állami gazdaságok, ipari üzemek és új lakótelepek megjelenése alakította át a megyét. A rendszerváltás után a térség gazdasága új kihívásokkal szembesült, de a mezőgazdaság, az élelmiszeripar és a borászat továbbra is meghatározó szerepet tölt be Vászló megye gazdasági életében.

Vaslui megye Románia területén

## Nevének eredete
Vaslui megye nevének eredete Vaslui (Vászló) városának nevéből származik, amely a megye közigazgatási székhelye. A név etimológiája nem teljesen tisztázott, de több elmélet is létezik a szó eredetére vonatkozóan:
- Szláv eredet

A legszélesebb körben elfogadott elmélet szerint a „Vaslui” név szláv eredetű. A név két részre bontható:
1. „Vas” – ez utalhat a szláv nyelvekben is előforduló „vas” (fém) szóra, bár nem minden nyelvben jelenti pontosan ezt.
2. „Lui” vagy „luii” – ez lehet egy folyónév végződése vagy birtokos szerkezet (bár a modern román nyelvben ez máshogy működik).

Egyes elméletek szerint a Vaslui folyóról kapta nevét a város, és így közvetve a megye is. A folyó neve valószínűleg szláv eredetű, amely az adott hely földrajzi jellegét vagy a víz tulajdonságait írta le.
- Román-hasonulás és torzulás

Van olyan vélekedés is, hogy a „Vaslui” név egy korábbi szláv vagy török eredetű helynév románosodott változata, amely az évszázadok alatt fokozatosan alakult át a mai formájára.
- Magyar kapcsolat – elvetett elmélet

Egyes régebbi magyar források megpróbálták a nevet a „vas” magyar szóból levezetni, de ez nyelvészetileg nem állja meg a helyét, és a történelmi, nyelvi kontextus alapján inkább a szláv eredet a valószínű.

## Földrajz
Az ország keleti részén helyezkedi el. Szomszédai keleten Moldova (a határt a Prut folyó képezi), nyugaton Neamț, Bákó és Vrancea megye, délen Galați megye, északon Iași megye. Területe 5318 négyzetkilométer. A Bârlad folyó felső és középső szakasza mentén terül el, átnyúlik a Moldvai Központi-fennsík déli és délkeleti részén; déli része a Colinele Tutovei és Dealurile Fălciului között található. Legmagasabb pontja a Dealul Mângaralei (485 m), legalacsonyabb pontja a Prut árterülete (10 m).
A megye területe a Prut és a Szeret vízgyűjtő medencéjéhez tartozik. Folyói közül a Bârlad halad át a megye legnagyobb részén. A Bârlad legfontosabb mellékfolyói bal oldalon a Sacovăț, Durduc, Rebricea, Vasluieț, Crasna, Jarovăț, jobb oldalon a Buda, Racova, Simila și Tutova.
Az éves középhőmérséklet 9,5 C. A leghidegebb hónap a január, amikor a hőmérséklet –4,2  és -3,5 C között van, a legmelegebb július 21,0 és 21,7 C közötti átlaggal. A legalacsonyabb hőmérsékletet (–32 C) la Negreşti-en, a legmagasabbat (40,6 C) Murgeni-ben mérték.
Altalajkincsekben viszonylag szegény, területén homokkövet, néhány helyen kavicsot és homokot fejtenek. Drânceni, Murgeni, Pungeşti, Gura Văii környékén kén- és vastartalmú ásványvizek találhatóak.

## Népesség
Az 1930 és 2011 közötti népszámlálások során az alábbi lakosságszámokat jegyezték fel:
| Lakosok száma | 321 936 | 344 917 | 401 626 | 431 555 | 437 251 | 461 374 | 455 049 | 395 499 | 374 700 |
|               | 1930    | 1948    | 1956    | 1966    | 1977    | 1992    | 2002    | 2011    | 2021    |

2011-ben a lakosság 92,2%-a román, 1,5%-a roma volt, a többi nemzetiség aránya 0,1% alatt maradt. Vallási összetétel szerint a lakosság 90,2%-a ortodox, 1,3%-a katolikus, 1,1%-a pünkösdista, 0,4%-a ágostai evangélikus, 0,3%-a óhitű keresztény, 0,2%-a hetednapi adventista. A magyar és nemzetközi szakirodalom egyöntetűen egyetért abban, hogy a Moldvában élő katolikus lakosság kis számú kivétellel magyar származású; ezt jelentős román kutatók is elismerik. Tánczos Vilmos szerint „Az asszimilációs folyamatok eredményeként ma már a moldvai katolikusok többsége egyáltalán nem ismeri ősei anyanyelvét és magát románnak tartja.”

## Gazdasága
A kommunista rendszer idején a régiót erősen iparosították, de a nagy ipari komplexumok az 1990-es években tönkrementek. A megyében a mezőgazdasági ágazat dominál.
A legfontosabb iparágak a könnyűiparhoz tartoznak: textil- és készruhaipar, kötöttárugyártás, lábbeligyártás.
Legfontosabb mezőgazdasági terményei a búza, kukorica, ipari növények (napraforgó, cukorrépa, dohány, len és kender); a szőlőtermesztésnek Huszváros, Iana és Tutova környékén kiváló feltételei vannak.

## Közigazgatási beosztása
A megyének három municípiuma, két városa, 81 községe és 449 falva van.
MunicípiumokVászló (Vaslui), Barlád (Bârlad), Huszváros (Huși)
VárosokMurgeni, Negrești
KözségekAlbești, Alexandru Vlahuță, Arsura, Băcani, Băcești, Bălteni, Banca, Berezeni, Blăgești, Bogdana, Bogdănești, Bogdănița, Boțești, Bunești-Averești, Ciocani, Codăești, Coroiești, Costești, Cozmești, Crețești, Dănești, Deleni, Delești, Dimitrie Cantemir, Dodești, Dragomirești, Drânceni, Jepureni (Duda-Epureni), Dumești, Epureni, Falcsu (Fălciu), Ferești, Fruntișeni, Găgești, Gârceni, Gherghești, Grivița, Hoceni, Iana, Ibănești, Ivănești, Ivești, Laza, Lipovăț, Lunca Banului, Mălușteni, Miclești, Muntenii de Jos, Muntenii de Sus, Oltenești, Oșești, Pădureni, Perieni, Pochidia, Pogana, Pogonești, Poienești, Puiești, Pungești, Pușcași, Rafaila, Rebricea, Roșiești, Solești, Stănilești, Ștefan cel Mare, Șuletea, Tăcuta, Tanacu, Tătărăni, Todirești, Tutova, Văleni, Vetrișoaia, Viișoara, Vinderei, Voinești, Vulturești, Vutcani, Zăpodeni, Zorleni

## Híres szülöttei
- Nicolae Milescu(wd) (1636-1708) diplomata
- Dimitrie Cantemir (1673-1723) Moldva fejedelme
- Alexandru Vlahuță(wd) (1858-1919) író
- Constantin Tănase(wd) (1880-1945) színész
- Nicolae Tonitza(wd) (1886-1940) festőművész
- Felix Aderca (1891-1962) költő, író
- Ana Pauker (1893-1960) politikus, külügyminiszter
- Gheorghe Gheorghiu-Dej (1901-1965) politikus, a Kommunista Párt (később Román Munkáspárt) főtitkára, miniszterelnök, az Államtanács elnöke
- Ștefan Ciubotărașu(wd) (1910-1970) színész
- Constantin Chiriță(wd) (1925-1991) író
- Andreea Răducan (1983-) olimpiai és világbajnok tornász